# Kosuke Saito
Kosuke Saito (齋藤 功佑 Saito Kosuke?), född 16 juni 1997 i Kanagawa prefektur, är en japansk fotbollsspelare.
Saito började sin karriär 2016 i Yokohama FC.